# Црква Васкрсења Господњег у Цулинама
Црква Васкрсења Господњег у Цулинама, насељеном месту на територији општине Мали Зворник, подигнута је у периоду од 2003. до 2009. године. Црква припада Епархији шабачкој Српске православне цркве.
Пре подизања постојећег храма у Цулинама није постојала православна богомоља, тако да су за потребе градње плац поклонили Загорка Ђукановић и Александар Марковић. Подигнута је прилозима мештана Цулина и околних места, уз помоћ Министарства вера Владе Србије, Хидроелектране „Зворник” и Владана Игњатовића који је поклонио циглу и звоно.
Цркву је 2010. године освештао Епископ шабачки Лаврентије.